# Вејано (Витербо)
Вејано (итал. Vejano) је насеље у Италији у округу Витербо, региону Лацио.
Према процени из 2011. у насељу је живело 1856 становника. Насеље се налази на надморској висини од 399 м.

## Становништво
Према резултатима пописа становништва 2011. у општини је живело 2.298 становника.
| 1931. | 1936. | 1951. | 1961. | 1971. | 1981. | 1991. | 2001. | 2011. |
| ----- | ----- | ----- | ----- | ----- | ----- | ----- | ----- | ----- |
| 2.144 | 2.083 | 2.066 | 1.845 | 1.540 | 1.623 | 1.938 | 2.085 | 2.298 |

## Партнерски градови
- Santorso